# Apolinar Hernández Balcazar

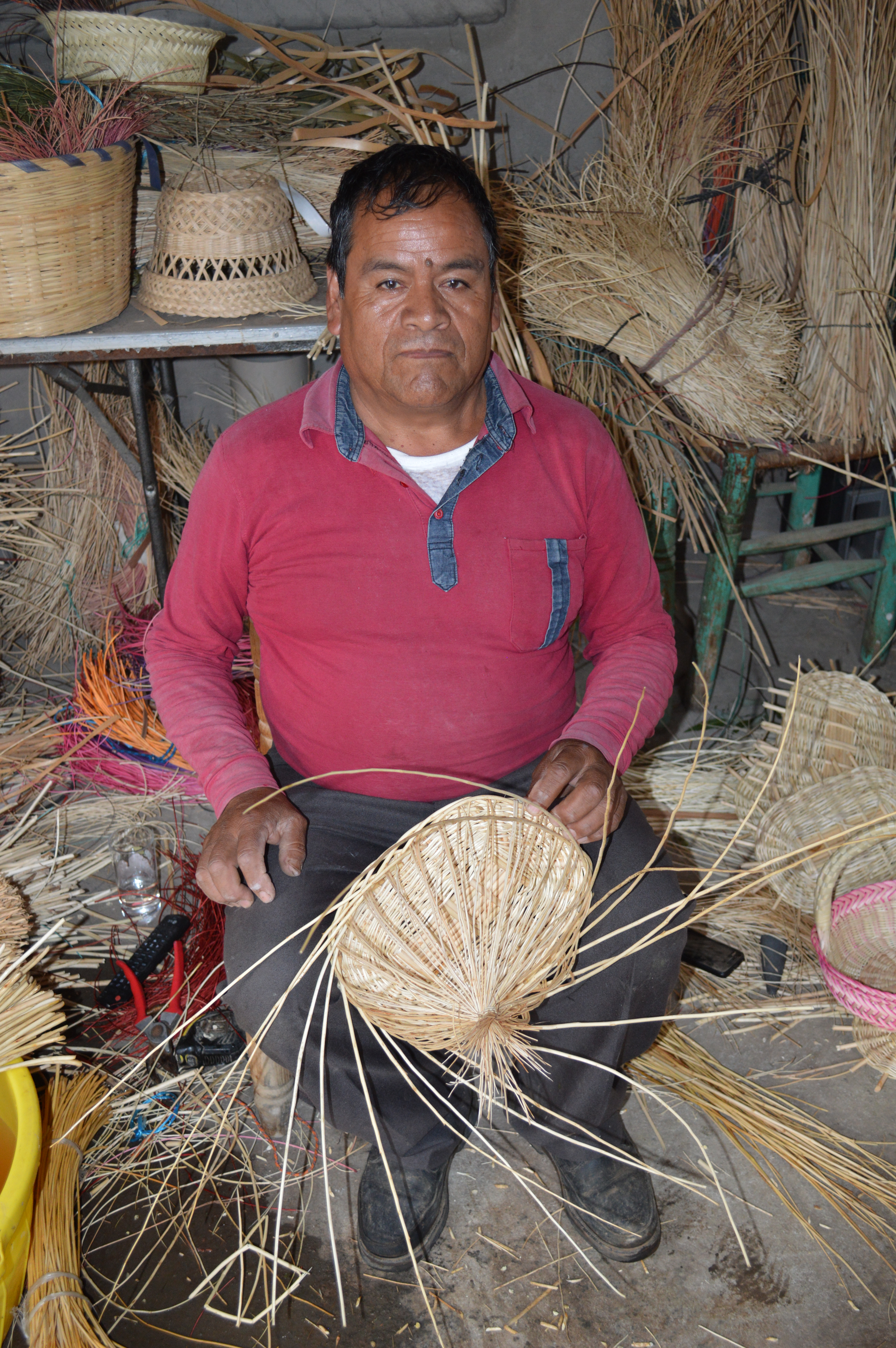

Apolinar Hernández Balcazar es un artesano mexicano de San Martín Coapaxtongo, Tenancingo (estado de México), su trabajo ha ganado varios premios a nivel nacional.
El artesano vive en el área rural del centro de México entre los huertos y los campos de maíz con bosques de pinos en las montañas más altas. El trabaja en los campos de maíz durante la temporada de lluvias, concentrándose en su tejado durante el resto del año. Él aprendió cestería de su padre y siempre admiró el trabajo de los ancianos es por esto que trató de enseñarles a sus propios hijos la misma apreciación. También ha enseñado a muchos otros jóvenes.
El taller de Hernández Balcazar se ubica en el patio de su casa y su familia participa en la producción, haciendo todo tipo de cestas y recipientes para fruta, tortillas y huevos. Ellos también hacen cestas para regalos. Él trabaja con cañas y ramas tiernas de los árboles de sauce y otros árboles que él compra o recolecta el mismo del campo. Antes de tejer las fibras están son mojadas en agua para hacerlas más flexibles. Él generalmente usa sus manos, pero si la pieza es larga, utiliza también los pies. Una cesta casi siempre toma entre una y 10 horas, hasta las más largas de una semana o más. Los colores y texturas son creadas combinando diferentes materiales. El diseño es creado con varias técnicas de tejido y combinaciones de materiales, los diseños más comunes son en diagonal, rayadas, geométricos, triangulares, cuadrados y en zigzag. Los exteriores son hechos tan perfectos como sea posible, dejando nudos y otras imperfecciones en el interior. No usa colorantes porque no le gusta como se ven.
Las piezas en su mayoría son vendidas en mercados del estado, a través de intermediarios y algunas veces son vendidas directamente a los clientes.
Hernández Balcazar ha ganado premios nacionales en México y tiene un pequeño y leal grupo de coleccionistas que pagan entre ocho y 150 dólares por su trabajo. Su trabajo puede ser encontrado en colecciones como la de FONART. En 2001, fue nombrado el "gran maestro" por el Fomento Cultural Banamex y obtuvo mención honorífica en el Gran Premio de Arte Popular en 2010.